# ビリー・ブレムナー (サッカー選手)
ビリー・ブレムナー（Billy Bremner、1942年12月9日 - 1997年12月7日）は、スコットランド出身の元サッカー選手、サッカー指導者。ポジションはMF。

## 経歴
スコットランドでサッカーを学び、当初はチェルシーへの入団を目指したが、身長が小さすぎる(165cm)との理由から入団を果たせなかった。1959年、17歳でリーズ・ユナイテッドにスカウトされ入団、プロ選手としてのキャリアを開始した。ドン・レヴィーの下で1966年から主将を務めるようになると強烈なリーダーシップと闘争心でチームを牽引。驚異的なスタミナと優れたパスセンス・相手に競り負けない屈強な肉体を併せ持ち、1960年代中盤から1970年代初頭のリーズの中盤を支えた。
彼は激しい闘志の性格の持ち主であり、当時「ダーティ・リーズ」と呼ばれるほど反則・激しい衝突が多かったリーズの象徴といえる選手で、ブレムナーは対戦相手に強烈な爪痕を残し、チームメイトのノーマン・ハンターらと並び度々警告の対象となっていた。
1967-68シーズンにはフットボールリーグカップ優勝、翌1968-69シーズンにはリーグ初優勝に貢献した。その後も1971年にFAカップ優勝、1974年に2度目のリーグ優勝に貢献するなど、1959年から1976年までの在籍期間にリーグ通算587試合出場90得点を記録した。
国際試合においてもインターシティーズ・フェアーズカップ（UEFAカップの前身）優勝2回（1967年、1971年）、1973年のUEFAカップウィナーズカップ準優勝、1975年のUEFAチャンピオンズカップ準優勝（試合は0-2でドイツのバイエルン・ミュンヘンに敗退）に貢献した。
リーズ・ユナイテッド監督のレヴィーがイングランド代表監督を務めるため退団するとリーズ内部に内紛が起こり、1976年にブレムナーもリーズを去る。同年ハル・シティに移籍、1979年にはドンカスター・ローヴァーズでプレーを続け、1981年に現役を引退した。
スコットランド代表としては、1965年に代表デビュー。主将として1974年のFIFAワールドカップ・西ドイツ大会に出場した（1勝2分けの無敗ながら得失点差により1次リーグ敗退）。ブレムナーは1976年に代表から退くまで国際Aマッチ54試合に出場し3得点を記録した。
引退後は指導者の道へ進み、ドンカスターで７年間監督を務め、1985年には低迷していた古巣リーズの監督に就任するがトップディビジョンへの復帰は果たせず、1989年には再度ドンカスターの監督に就任した。1997年12月7日に心筋梗塞により死去、54歳没。
生前の功績が認められ、2004年にイングランドサッカー殿堂入りを果たした。2006年12月9日、選手時代に多くの成功を収めたリーズ・ユナイテッドのホームスタジアム・エランド・ロードの正面通りにブレムナーの銅像が立てられた。銅像前はリーズファンにとっての聖域となっている。

## 個人タイトル
- FWA年間最優秀選手賞 1回（1970年）
- イングランドサッカー殿堂（2004年）
- スコットランドサッカーの殿堂